# Rondò Veneziano
Rondò Veneziano je italský komorní orchestr, který hraje hudbu v rockovém stylu a používá syntetizéry, basové kytary a bicí. Vede jej Maestro Gian Piero Reverberi. Do roku 2005 nahráli už 26 hudebních alb, tedy přibližně jedno ročně od svého založení v roce 1979.
Gian Piero Reverberi (narozený 29 července 1939 v Janově) je italský pianista, skladatel, aranžér, dirigent, a podnikatel. Po získání diplomů v klavíru a kompozici na Paganiniho konzervatoři v Janově Reverberi pracoval v celé řadě médií. Pracoval také s bratrem Gian Francem Reverberi na písni "Last Man Standing" nebo "Nel Cimitero di Tucson" ze soundtracku Django. Jako producent Reverberi pracoval pro New Trolls a Le Orme, progresivní rockové kapely. V 1960–1970 byl také producentem několika alb písničkářů, jako je Lucio Battisti, Fabrizio De André, Luigi Tenco a Gino Paoli. V roce 1979 založil komorní orchestr Rondo Veneziano, který vedl a byl i hlavní skladatel, aranžér a dirigent skupiny.
Orchestr hraje na klasické symfonické nástroje skladby aranžované jako moderní rock a pop styl s rytmickou sekcí obsahující syntezátor, basovou kytaru a bubny. O něco podobného se pokusil také Holanďan Rick Van Der Linden s uskupením EKSEPTION, ale bez symfonického orchestru a sám více méně nenapsal žádnou skladbu. Pouze přearanžoval skladby nejznámějších skladatelů (Mozart, Bach, Rachmaninov, Rimski-Korsakov atd.).

## Diskografie
- 1980 Rondò Veneziano
- 1981 La Serenissima
- 1982 Scaramucce
- 1983 Venezia 2000
- 1984 Odissea Veneziana
- 1984 Concerto futurissimo
- 1985 Not Quite Jerusalem
- 1985 Casanova
- 1986 Rapsodia Veneziana
- 1986 The Genius Of Venice
- 1986 Venice in Peril
- 1987 Arabesque
- 1987 Misteriosa Venezia
- 1988 Concerto
- 1988 Poesia di Venezia
- 1989 Masquerade
- 1989 Visioni di Venezia
- 1990 Barocco
- 1990 The Genius of Vivaldi, Mozart, Beethoven
- 1990 Musica fantasia
- 1991 Prestige
- 1992 Rondò 2000
- 1992 G.P. Reverberi
- 1994 Il Mago Di Venezia
- 1995 Sinfonia Di Natale
- 1996 Preludio all´ amore
- 1997 Marco Polo
- 1997 In Concerto
- 1998 Zodiaco – Sternzeichen
- 1998 Fantasia d´ inverno
- 1999 Attimi Di Magia – Magische Augenblicke
- 1999 Luna Di Miele – Honeymoon
- 2000 La Storia Del Classico
- 2000 The Very Best of
- 2001 Papagena
- 2002 La Piazza
- 2002 Concertissimo
- 2002 Venitienne
- 2005 25 Live In Concert
- 2007 The best of 2CD

a bez data:
- Magica melodia